# Amundsen-tenger

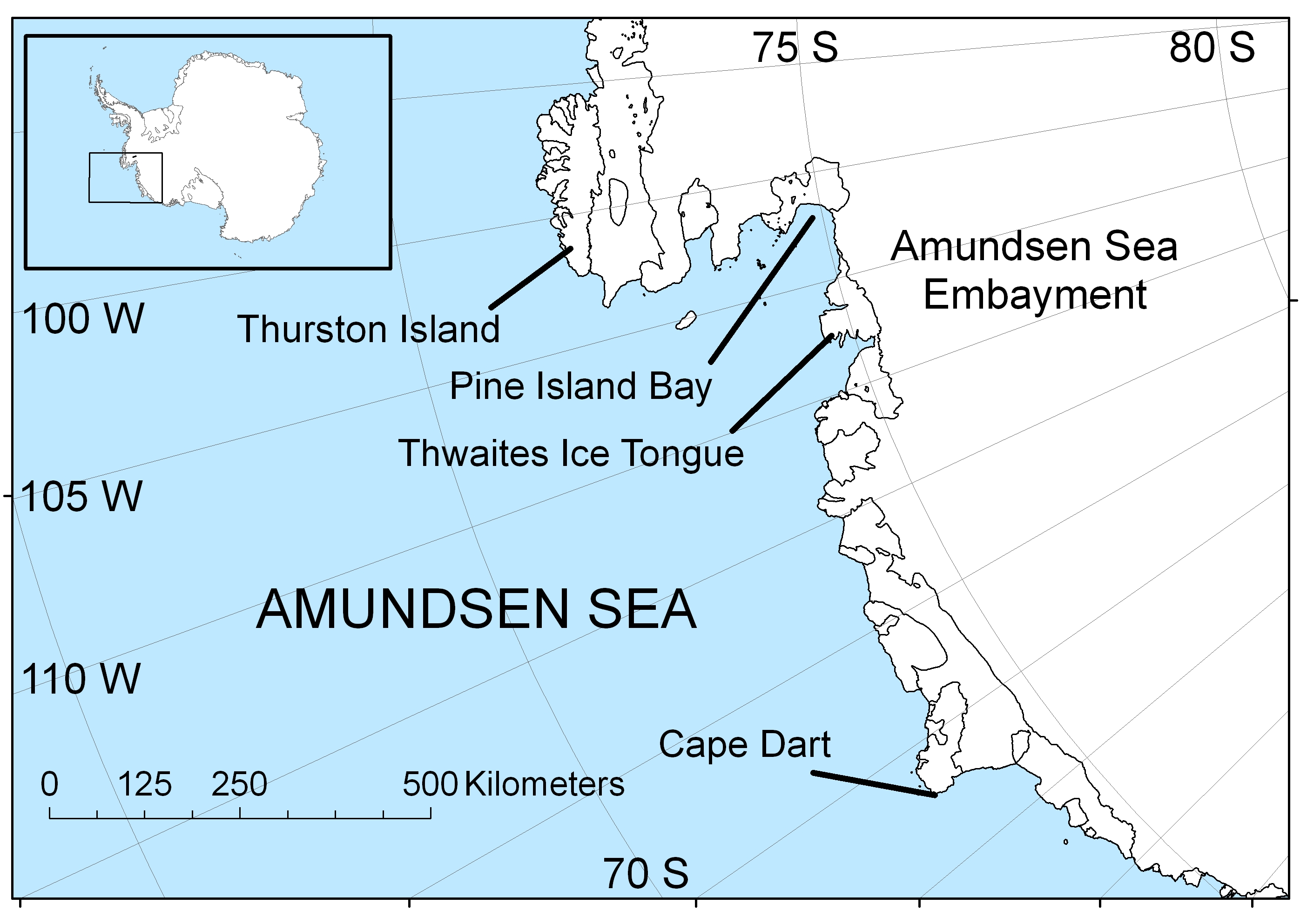
Az Antarktisz Amundsen-tengeri területe

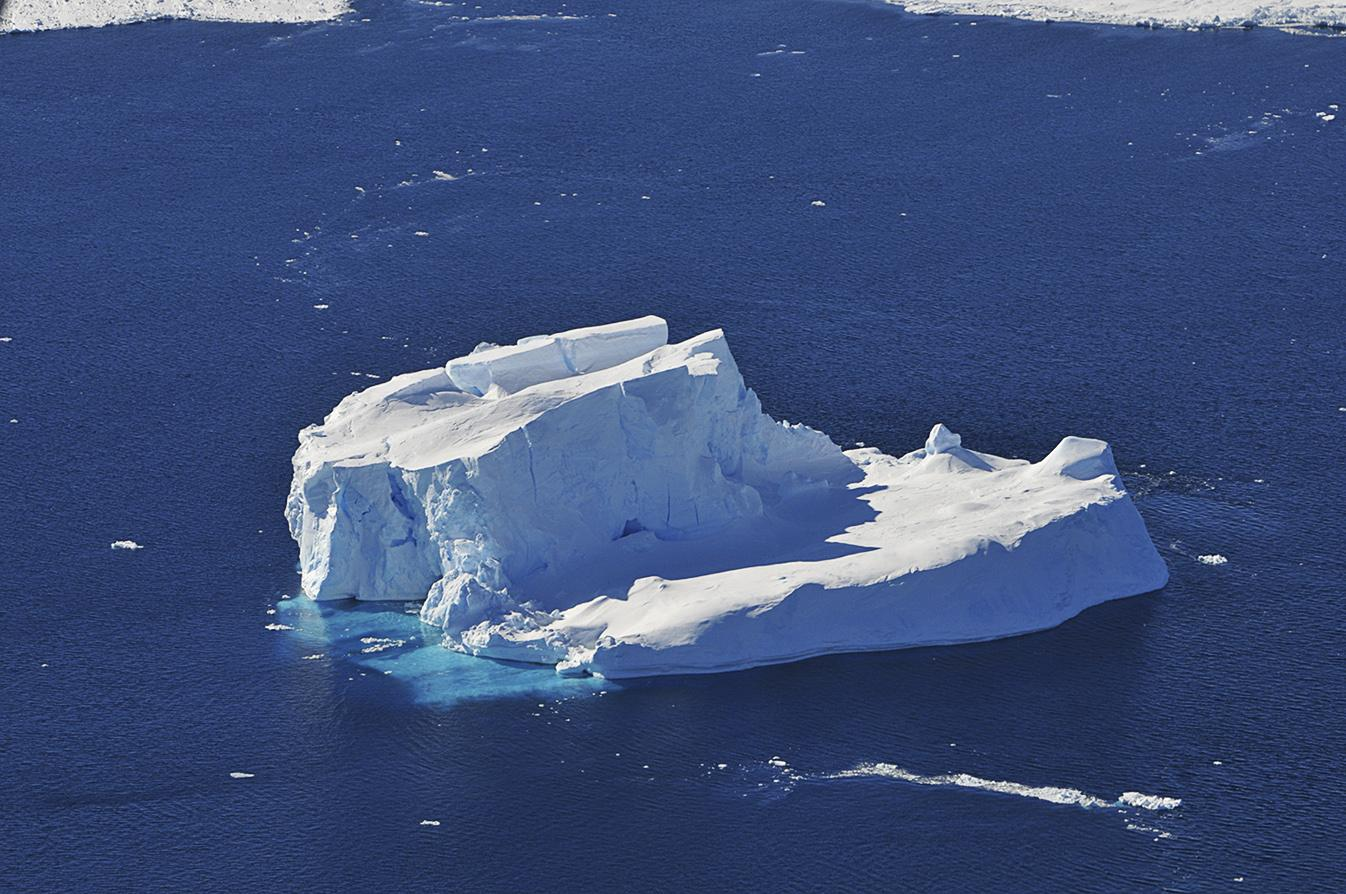
Antarktiszi jéghegy, Amundsen-tenger

Az Amundsen-tenger a Déli-óceán egyik része, az Antarktisz nyugati részén, a Marie Byrd-föld partján, a Cape Flying Fish (a Thurston-sziget északnyugati csúcsa) és a Siple-szigeti Dart-fok között. A Cape Flying Fish jelöli az Amundsen-tenger és a Bellingshausen-tenger határát. A Dart-foktól nyugatra nincs a Déli-óceánnak az Amundsen- és a Ross-tenger között megnevezett peremvidéke. A Nils Larsen kapitány vezette 1928–1929-es norvég expedíció nevezte el a tengert a norvég sarkkutatóról, Roald Amundsenről, amikor felfedezte ezt a területet 1929 februárjában.  
A tenger többnyire jéggel borított, és belenyúlik a Thwaites-gleccser. A jégtakaró, ami lemerül az Amundsen-tengerbe, átlagosan mintegy 3 km vastag.

## Fordítás
- Ez a szócikk részben vagy egészben  az   Amundsen Sea című angol Wikipédia-szócikk ezen változatának fordításán alapul.  Az eredeti cikk szerkesztőit annak laptörténete sorolja fel. Ez a jelzés csupán a megfogalmazás eredetét és a szerzői jogokat jelzi, nem szolgál a cikkben szereplő információk forrásmegjelöléseként.